# Asola (strumień)
Asola – jeden ze strumieni Marchii Ankońskiej we Włoszech. Ma około 15 km długości.
Ma swoje źródła na Monte Nuovo na wysokości 222 m n.p.m. Dolina, którą płynie strumień, odznacza się niewielką urbanizacją. Przepływa przez tereny należące do pięciu gmin: Montelupone, Morrovalle, Montecosaro, Potenza Picena i Civitanova Marche. Są to przede wszystkim tereny rolnicze.